# Ādibatla
Ādibatla är en ort i Indien.   Den ligger i distriktet Rangareddi och delstaten Telangana, i den centrala delen av landet, 1 300 km söder om huvudstaden New Delhi. Ādibatla ligger 558 meter över havet och antalet invånare är 1 800.
Terrängen runt Ādibatla är platt. Runt Ādibatla är det ganska tätbefolkat, med 230 invånare per kvadratkilometer. Närmaste större samhälle är Hyderabad, 19,4 km nordväst om Ādibatla. Omgivningarna runt Ādibatla är en mosaik av jordbruksmark och naturlig växtlighet.